# 小行星1911
小行星1911（1911 Schubart）是一颗围绕太阳公转的小行星。1973年10月25日，保罗·维尔特在齐美尔瓦尔德发现了此天体。
該小行星以德國天文學家約阿希姆·舒巴特（Joachim Schubart）命名。
这颗小行星的绝对星等为183.6353569115868等。